# John Thomas Irvine Boswell-Syme
John Thomas Irvine Boswell-Syme, född 1 december 1822, död 31 januari 1888, var en skotsk botaniker. 

## Biografi
Fadern var konstnären Patrick Syme. Modern Miss Boswell, också hon konstnär, var dotter till Lord Balmuto. Från början skrev sig John Thomas Irvine enbart med efternamnet Syme, men lade senare till Boswell. Ibland undertecknade han handlingar B. Syme.
Han examinerades som  Civil Engineer vid University of Edinburgh och anställdes därefter vid företaget Wyllie & Peddie, där han deltog i diverse järnvägsbyggen.
Han hade sen unga år varit intresserad av växter och djur, och samlade på många växter vid sidan om arbetet med järnvägar. Under ett besök hos släktingar på Orkneyöarna samlade han in många växter, varom han höll en föreläsning 1850. Detta renderade honom 1851 antog han ett erbjudande som kurator för herbariet vid Botanical Society of London, vilket varade till 1856. Under den tiden övergav sitt tekniska yrke för att sedan helt ägna sig åt botaniken.
1852 – 1854 studerade han växtligheten kring London och upptäckte många växter, som han inte känt till tidigare.
1854 invaldes Syme som Fellow of the Linnéan Society (FLS).
Arbetet vid Botanical Society of London avslutades 1857, varefter Syme ägnade han sig åt föreläsningar i botaniska ämnen vid Charing Cross School of Medicine och vid Westminster Hospital.
1860 blev han lektor i naturaliehistoria vid New Collage i Edinburgh.
Syme hade som förtida arv ("heir-in-waiting") fått fädernehemmet, godset Balmuto, som ligger nära Kinghorn. Han  bosatte sig där 1868 och bodde kvar intill sin död 1888. Frånfället noterades jämte ett porträtt i Illustrated London News 1888–02–11.
1868 – 1875 tjänstgjorde han som kurator vid Botanical Exchange Club.
1875 förlänades han titeln LL.D.  (hedersdoktor) vid Edinburghs Universitet, och titulerades därefter Doktor Boswell of Balmuto
1884 blev han hedersmedlem i Botanical Society of London.

## Vetenskapliga arbeten
- Notice of some of the rarer Plants observed in Orkney during the summer of 1849, Ann. Nat. Hist., v 1850, s 266 – 269
- Id., Edinb. Bot. Soc. vi 1853, s 47 – 50
- Notice of the occurence of Elocharis uniglumis, Link, near Blackness Castle, Linlithshire, Ann. Not. Hist. vi 1850, s 1845  –  1846
- On the Sparganum natans (L.) Henfrey., Bot. Gaz. iii, 1851 s 157 – 159
- Localities for Plants near London, in 1852, Phytologist, iv 1853, s 851 – 852
- Remarks on Gladiolus illyricus, Koch. & Seeman., Jour. Bot. år 1863, s 130 – 134
- Observations of the Larrva of Deliephila, Entom. Month Mag. ii 1868 –  1868 –  1868, s 5 – 8
- Entomological Notes from Fifeshire, Entomologist iv 1869 – 1869, s 115 – 117
- Notes on the Fertilisation of Cerials, Jour. of Bot., ix 1871, s 373 – 374
- Ancentrophus niveus in Scotland [1870], Scottish Naturalist, s i  1871 – 1872, och s 20
- Notice on certain Scottish Plants [1871], Scottish Naturalist, s år 1871 – 1872 och s 92 – 93
- Fertilisation of Grasses, Jour. of Bot. år 1872, s 153, 154
- Swerby's English Botany, 3rd edit. 1863 –  1872, 11 vols. (Verket finns i Library of New York Botanical Gardens)

## Övrigt
Auktorsnamnet Syme kan användas för John Thomas Irvine Boswell-Syme i samband med ett vetenskapligt namn inom botaniken; se Wikipediaartiklar som länkar till auktorsnamnet.